# بشتون
البشتون ويعرفون باسم الأفغان أيضا (البشتو: پشتون، پختون، پٹھان، أفغان) مجموعة عرقية من جذور أفغانستان وفي غربي باكستان، وكذلك أحفادهم في الشتات الأفغاني، يتميز البشتون بلغتهم البشتو وممارستهم للبشتونية (بشتونوالي)، أو الحفاظ علی السنن والرموز التقليدية السمحاء لديهم. يعتنق كافة البشتون ديانة الإسلام. تعد القومية البشتونية من الشعوب الآرية (هندو-أوروبية)، التي حافظت على نقاء دمها إلى يومنا هذا وتظهر فيهم خصائص العرق الآري من صلابة الجسم وضخامة الحجم.

## تاريخ
الافغان وهم «البشتون» أصل من أفغانستان بهذا المصطلح شعب معروف في التاريخ الإسلامي من الشعوب الآرية "أخوة الفرس والكرد والطاجيك " يسكن هذه البقاع نفسها ولقد ذكرهم عدد كبير من المؤرخين، ووصفهم بالقوة والبأس الشديد، الرحالة ابن بطوطة عند زيارته لمدينة كابل وما جاورها.
لم يتمکن البشتون من الوحدة السياسية في السابق إلا قليلا، استهل البشتون ماضيهم التوحيدي والسلطوي بقيام الدولة الدرانية فی 1747. ولعب البشتون في أفغانستان دورًا هامًا طوال اللعبة العظمی بعد إثبات وإنعاش وجودهم بين الإمبراطوريتين – البريطانية والروسية، واستطاعوا أن يهيمنوا علی البلد طوال تاريخه القديم والمعاصر کـمجموعة عرقية حاکمة. أحرز البشتون شهرة عالمية عقب الاجتياح السوفيتي لأفغانستان في 1979 بما أبدوه من صمود وقوة أمام الاتحاد السوفيتي إلى أن انتصروا.[بحاجة لمصدر]

## التوزع الجغرافي

### الموطن التقليدي
يتواجد غالبية البشتون في موطن البشتون الأصلي الواقع جنوب نهر أمو في أفغانستان وغرب نهر السند في باكستان. يشمل ذلك خيبر بختونخوا، وبلوشستان (إقليم في باكستان)، وغرب البنجاب وكشمير (تحديدًا ميانوالي وأتوك). تشمل مراكز المدن الكبرى في هذه المنطقة كلًا من بيشاور وكويتا وقندهار ومردان ومينغورا وجلال أباد.

### شبه القارة الهندية
يشار إلى البشتون في شبه القارة الهندية، خارج الموطن التقليدي، باسم الباثانيين (اللفظ الهندوستاني للبشتون) سواء من قبلهم أو من قبل جماعات عرقية أخرى في شبه القارة الهندية.
تاريخيًا، استقر البشتون في مدن عدّة شرق نهر السند قبل وأثناء الراج البريطاني. يشمل ذلك كلًا من كراتشي ولاهور روالبندي ومومباي ودلهي وكلكتا وروهيلكاند وجيبور وبنغالور. ينحدر المستوطنون من كلا البشتون المتواجدين في أفغانستان وباكستان (الهند البريطانية قبل عام 1947). في بعض مناطق الهند، يشار إليهم أحيانًا باسم كابوليوالا.
تتواجد في الهند مجموعات كبيرة تضم الشتات البشتوني. سُميّت منطقة روهيلكاند من أوتار براديش على اسم مجتمع روهيلا من الأصل البشتوني. يعيشون أيضًا في ولايات ماهاراشترا وسط الهند وغرب البنغال شرق الهند التي يبلغ عدد سكان كل منها أكثر من مليون نسمة من الأصول البشتونية؛ كانت كل من بومباي وكلكتا مواقع ضمت البشتون من أفغانستان خلال حقبة بريطانيا. هناك تجمعات سكانية تزيد عن 100 ألف نسمة في مدن مثل جايبور في راجاستان وبانجالور في كارناتاكا. تضم بومباي وكلكتا تجمعات سكانية للبشتون تزيد عن مليون نسمة، في حين تضم جايبور وبانجالور ما يقدر بنحو 100 ألف منهم.
تعد كراتشي موطنًا لأكبر تجمع من البشتون خارج موطنهم الأصلي (بتقديرات تشير إلى نحو 7 مليون نسمة).

### في مناطق أخرى
استخدم بشتون الهند وباكستان روابط الشعوب البريطانية للبلدان التي يتبعون إليها، ونشأت مجتمعات حديثة منذ بداية الستينيات بشكل رئيسي في المملكة المتحدة وكندا وأستراليا، وأيضًا في دول كومنولث أخرى (والولايات المتحدة) استقر بعض البشتون أيضًا في الشرق الأوسط، مثل محافظة خراسان في إيران وفي شبه الجزيرة العربية.
بسبب الحروب المتكررة في أفغانستان خلال نهايات سبعينيات القرن الماضي، غادرت أفواج متعددة من اللاجئين (البشتون الأفغان، إضافة إلى أعداد كبيرة من الطاجيك والهزارة والأوزبكيين والتركمان والأفغان) من البلاد طلبًا للجوء.
يُذكر أن هناك نحو 1.3 مليون لاجئ أفغاني في باكستان ومليون لاجئ في إيران. طلب آخرون اللجوء في دول مثل المملكة المتحدة والولايات المتحدة، ودول الاتحاد الأوروبي من خلال باكستان.

### القبائل
يشكل النظام القبلي مؤسسة بارزة لدى المجتمع البشتوني. لا يزال البشتون يشكلون مجتمعًا قبليًا بأغلبيتهم، إلا أن الاتجاه نحو التحضر بدأ بتغيير المجتمع البشتوني، إذ نمت مدن مثل قندهار وبيشاور وكويتا وكابول بسرعة بسبب تدفق البشتون من الريف إليها. على الرغم من ذلك، لا يزال العديد من الناس يصنفون أنفسهم تبعًا لعشائر مختلفة.
يتمتع النظام القبلي بمستويات متعددة من التنظيم، تشمل: القبيلة (تابار)، وتُقسم إلى مجموعات متقاربة تدعى (خلس)، وتقسم بدورها إلى مجموعات أصغر (بلارينا أو بلارغاني)، تتألف كل منها من عدة أسر ممتدة تدعى (كاهولس). تنقسم قبائل البشتون إلى أربع جماعات قبلية أكبر، تشمل: السرباني، والبتاني، والغرغتشي، والكرلاني.

## التاريخ والأصول

### الأنثروبولوجيا والتقاليد المحكية
تدعي بعض قبائل البشتون انحدارها من العرب، بمن فيهم البعض الذين يدعون أنهم سيديون (ينحدرون من محمد). يعتقد أفراد بعض المجموعات من بيشاور وقندهار انحدارهم من اليونانيين الذين جاءوا برفقة الإسكندر الأكبر. تُصنف البشتونية تحت الفرع الإيراني الشرقي التابع للفرع الإيراني تحت مظلة اللغات الهندية الأوروبية. يشير أولئك الذين يتكلمون لهجة بشتونية في منطقة قندهار إلى أنفسهم باسم البشتون، في حين يطلق أولئك الذين يتكلمون اللهجة البيشاورية على أنفسهم اسم البختون. يُشكل هذا الشعب الأصلي نواة الأعراق البشتونية المتواجدة في جنوب شرق أفغانستان وغرب باكستان. لدى البشتون روايات شفوية وخطية لشجرة عائلتهم. ينقل الشيوخ المعرفة حول أصولهم إلى الجيل الجديد. يعتبر النسب مهمًا جدًا وهو اعتبار حيوي فيما يخص الزواج.

### نظرية انحدار البشتون من الإسرائيليين
يُضفي بعض علماء الأنثروبولوجيا المصداقية على بعض التقاليد الشفوية الخارجة من البشتون أنفسهم. على سبيل المثال، حسب دائرة المعارف الإسلامية، تعود نظرية انحدار البشتون من الإسرائيليين إلى نعمة الله الهراوي، الذي جمع تاريخ «خان جيهان لودهي» خلال حكم الإمبراطور المغولي نور الدين جهانكير في القرن السابع عشر. خلال القرن الثالث عشر، يُناقش كتاب «طبقات ناصري» استيطان المهاجرين من بني إسرائيل خلال نهاية القرن الثامن الميلادي في ولاية غور الأفغانية، وهو استيطان تشهد عليه النقوش اليهودية في غور. يقترح المؤرخ أندريه وينك أن القصة «يمكن أن تحتوي على دليل للنظرية اللافتة للنظر حول الأصل اليهودي لبعض القبائل الأفغانية التي تُذكر بشكل مستمر في سجلات التاريخ الفارسية الأفغانية. تتفق هذه الإشارات بخصوص بني إسرائيل مع النظرة السائدة لدى البشتون أنه عندما تشتت القبائل الإثنا عشر الإسرائيلية، استقرت قبيلة جوزيف، إلى جانب قبائل عبرية أخرى، في منطقة أفغانستان. ينتشر هذا التقليد الشفهي بشكل واسع بين القبائل البشتونية. كانت هناك العديد من الأساطير على مر القرون حول الانحدار من الأسباط العشرة المفقودة بعد اعتناق جماعات للإسلام والمسيحية. من هنا جاء الاسم القبلي «يوسفزاي» الذي يُترجم في البشتونية إلى «ابن جوزيف». يحكي عديدٌ من المؤرخين قصة مماثلة، بمن فيهم رحالة القرن الرابع عشر ابن بطوطة ورحالة القرن السادس عشر فريشتة.
ثمة مسألة متضاربة في الاعتقاد بأن البشتون ينحدرون من إسرائيل، وهي أن الأسباط العشرة المفقودة كانوا قد نُفيوا من قبل حاكم آشور، في حين يقول ماغزان الأفغاني إن الحاكم سمح لهم بالذهاب شرقًا إلى أفغانستان. يمكن تفسير هذا التناقض بأن بلاد فارس استحوذت على أراضي الإمبراطورية الآشورية القديمة حين حكمت الإمبراطورية الميدية وبلاد بابل الكلدية، التي كانت قد استولت على آشور قبل عقود. لكن لم يذكر أي مؤلف قديم مثل هذا الانتقال إلى الشرق من إسرائيل، ولا تشير أي من النصوص القديمة خارج الكتاب المقدس إلى الأسباط العشرة المفقودة إطلاقًا.

### العصر الحديث
يمتد ماضيهم الحديث إلى سلطنة دلهي، خصوصًا الدولة الهوتاكية والدولة الدرانية. كان الهوتاك تابعين لقبيلة غليجي الذين تمردوا على الصفويين واستولوا على معظم بلاد فارس بين عامي 1722 و1729. وأعقب ذلك فتوحات أحمد شاه دوراني الذي كان قائدًا عسكريًا رفيع المستوى سابقًا تحت قيادة نادر شاه. أنشأ آخر إمبراطورية أفغانية غطت معظم ما هو الآن أفغانستان وباكستان وكشمير والبنجاب الهندية وكذلك مقاطعتي كوهيستان وخراسان في إيران. بعد انهيار أسرة دوراني في النصف الأول من القرن التاسع عشر تحت حكم شوجا شاه دوراني، سيطرت أسرة باركزاي على الإمبراطورية. على وجه التحديد، أمسكت عشيرة المحمدزاي الملكية بزمام الحكم في أفغانستان منذ نحو العام 1829 حتى نهاية حكم ظاهر شاه في عام 1973. يُذكر أن الرئيس السابق حامد كرزاي من قبيلة بوبلزي في قندهار.